# عصلج
السابوناريا أو العصلج أو عرق الحلاوة أو الصابونية أو رغاء الجذور (الاسم العلمي: Saponaria)، هو جنس من النباتات تابع لفصيلة القرنفلية ضمن رتبة القرنفليات. موطنه الأصلي في أوروبا وآسيا.
هو نبات عشبي معمَّر، ساقه منتصبة متفرعة في جزئها العلوي، يتراوح ارتفاعها بين 30 إلى 90 سم، وهي أسطوانية الشكل تحمل أوراقاً بيضوية متطاولة متقابلة ذات نهاية حادة، يتراوح طولها بين 5 إلى 7.5 سم وعرضها بين 0.8 إلى 1 سم. أزهاره على شكل نورات عنقودية نهائية قرمزية اللون، تتألف الزهرة الواحدة من خمس أوراق تويجية تحيط بعشر أسدية ومِبْيَض ينتهي بمَيْسمين. يُزْهِرُ النبات في أثناء شهر حزيران حتى شهر أيلول. والثمرة علبة بيضوية الشكل متطاولة. تحتوي على عدد كبير من البذور الكروية المبططة لونها بُنِّيٌّ مسود، جذره جذمور أرضي، زاحف أسطواني الشكل، وكثير التفرع، تنشأ منه سوق عديدة قائمة على شكل خلائف زهرية أو ورقية.

## الأنواع
يحتوي على أكثر من 30 نوعاً، منها:
- عصلج برغلي Saponaria bargyliana[
- عصلج أدرياتيكي Saponaria calabrica
- عصلج صخري Saponaria ocymoides